# (175586) Tsou
(175586) Tsou est un astéroïde de la ceinture principale.

## Description
(175586) Tsou est un astéroïde de la ceinture principale. Il fut découvert le 15 octobre 2006 à l'observatoire de Lulin par Ye Quan-Zhi et Chi-Sheng Lin. Il présente une orbite caractérisée par un demi-grand axe de 3,15 UA, une excentricité de 0,02 et une inclinaison de 3,9° par rapport à l'écliptique.

## Compléments